# 福島県道41号小野四倉線
福島県道41号小野四倉線（ふくしまけんどう41ごう おのよつくらせん）は、福島県田村郡小野町からいわき市に至る県道（主要地方道）である。

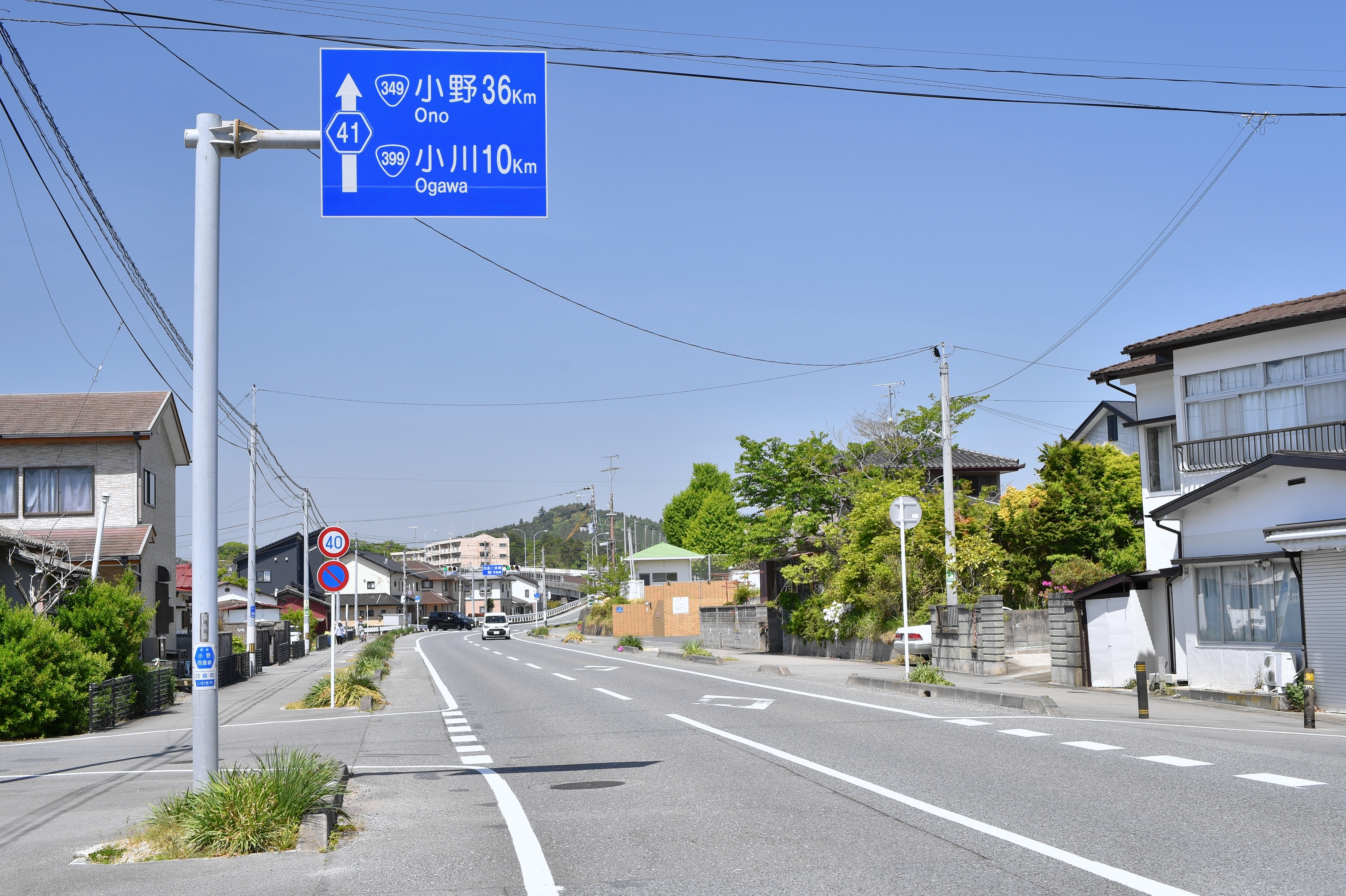
福島県道41号小野四倉線
いわき市四倉町字五丁目
（2024年5月）

## 概要

### 路線データ
- 起点：田村郡小野町小野新町字団子田
- 終点：いわき市四倉町五丁目
- 総延長：47.933km
  - 実延長：43.789km[1]

夏井川左岸とそれに並行するJR磐越東線に沿い沿岸部に至る路線である。

## 歴史
- 1954年1月20日 - 建設省告示第16号が公布され、福島県道小野新町平線、平小名浜線の一部がそれぞれ主要地方道平小野新町線、平小名浜線として指定される。
- 1964年12月28日 - 建設省告示第3620号が公布され、福島県道平小野新町線、平磐城線（石城郡小名浜町が合併により磐城市になったことで名称が変更された）、平停車場線がそれぞれ主要地方道平小野線、平磐城線、平停車場線として指定される。
- 1971年6月26日 - 建設省告示第1069号が公布され、福島県道平小野線、平磐城線、平停車場線が主要地方道いわき小野線として指定される。
- 1976年4月1日 - 建設省告示第935号が公布され、福島県道いわき小野線の一部、中島小川線、八茎四倉線の一部、四倉停車場線の一部が主要地方道小野四倉線として指定される。
- 1976年（昭和51年）11月16日 - 福島県によって県道路線に認定される[2]。
- 1993年（平成5年）5月11日 - 建設省から、県道小野四倉線が小野四倉線として主要地方道に指定される[3]。

## 路線状況

### 重用路線
- 福島県道66号小名浜小野線（田村郡小野町大字小野新町字中通 - 同郡同町夏井字石ノ平）
- 福島県道358号川前停車場上三坂線（いわき市川前町川前字宇根尻 - 同市川前町川前字五林）
- 国道399号中島バイパス（いわき市小川町上小川字彦太郎内 - いわき市小川町下小川）
- 福島県道363号八茎四倉線（いわき市四倉町玉山字砂子田 - 同市四倉町五丁目（終点））

### 異常気象時通行規制区間
- いわき市小川町上小川 - いわき市川前町下桶売（延長21.6 km）：落石崩壊の危険のため連続雨量120 mmにて通行止め[4]。

### 道路施設
四倉跨線橋
- 全長：183.06m
  - 主径間：27.050m
- 幅員：7.5（10.0）m
- 形式：7径間単純PCポステンT桁橋・PCポステン合成桁橋
- 竣工：1981年[5]

いわき市四倉町にてJR常磐線を渡る。幅員が狭く遮断時間も長いために交通の支障となっていた磐城街道踏切の立体交差化のために1974年度より着工された。総工費は14億3730万円。第2径間の跨線部は合成桁橋、その他6径間がT桁橋で構成されている。
荒神橋
小川の郷跨線橋
下田橋
現在の橋は国道399号中島バイパス重用区間であるが、同名の二級水系夏井川水系下田川に架かる橋梁が旧道（現在のいわき市道80411号清水空木線）にも存在する。現在の橋梁の上流側に位置し、いわき市小川町上小川字峰岸から字植ノ内に至る。2004年度には歩行者交通安全確保のため下り線側に人道側道橋が総工費3千万円をかけて架けられた。
（旧）下田橋
- 全長：12.4m
- 幅員：5.5m
- 竣工：1953年

下田歩道橋
- 全長：14.6m
- 幅員：2.0m
- 形式：PCプレテン単純床版桁橋
- 竣工：2004年度

五味橋
- 全長：19.9m
- 幅員：6.0(10.0)m
- 形式：単純PCプレテンT桁橋
- 竣工：1995年

田村郡小野町夏井にて二級水系夏井川水系の支流である準用河川矢大臣川を渡る。幅員狭小、悪線形区間であった従来の橋梁からの架け替えのために建設された。

## 地理

### 通過する自治体
- 福島県
  - 田村郡小野町
  - いわき市

### 交差する道路
- 小野町

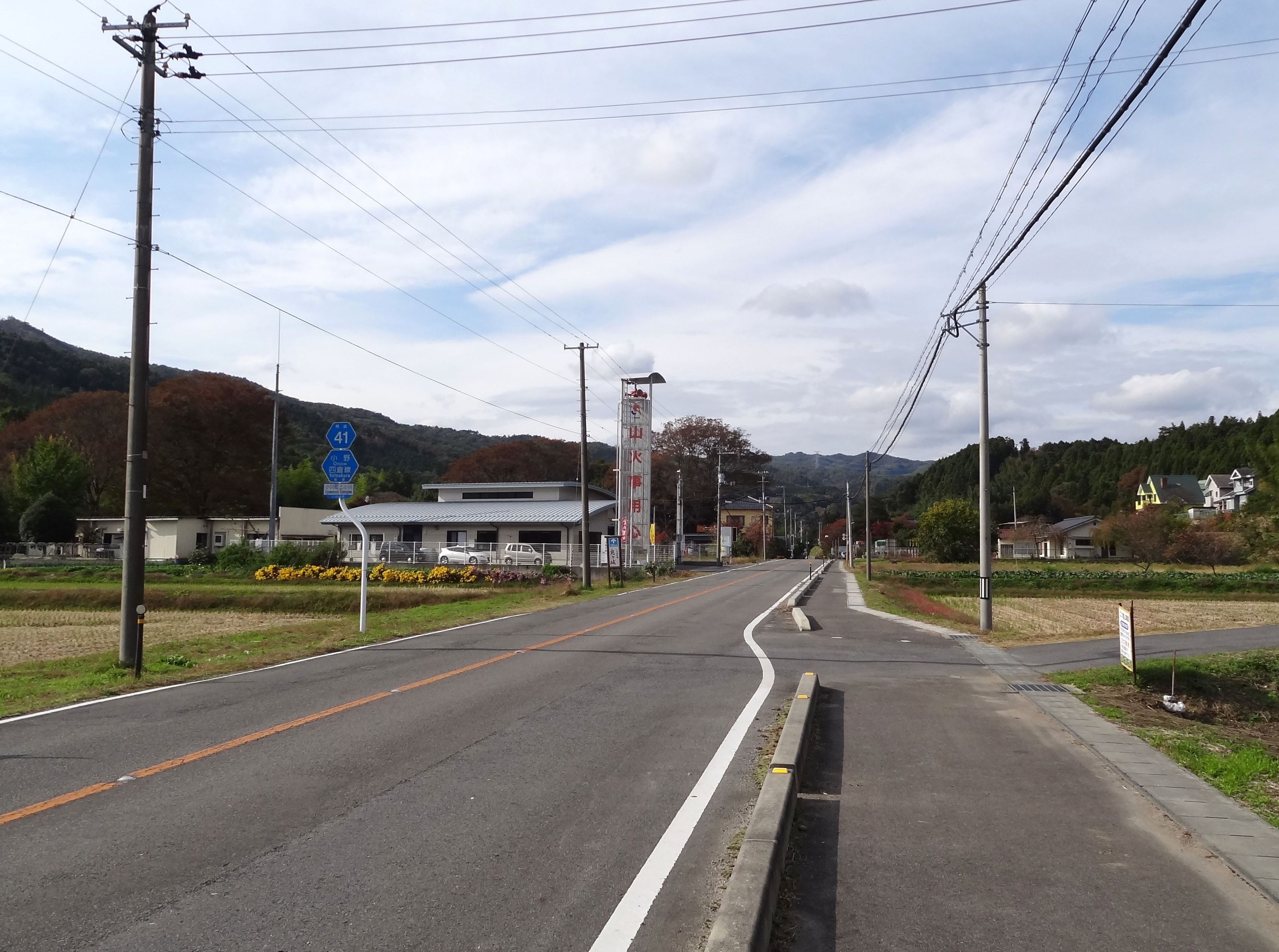
いわき市小川町上小川付近

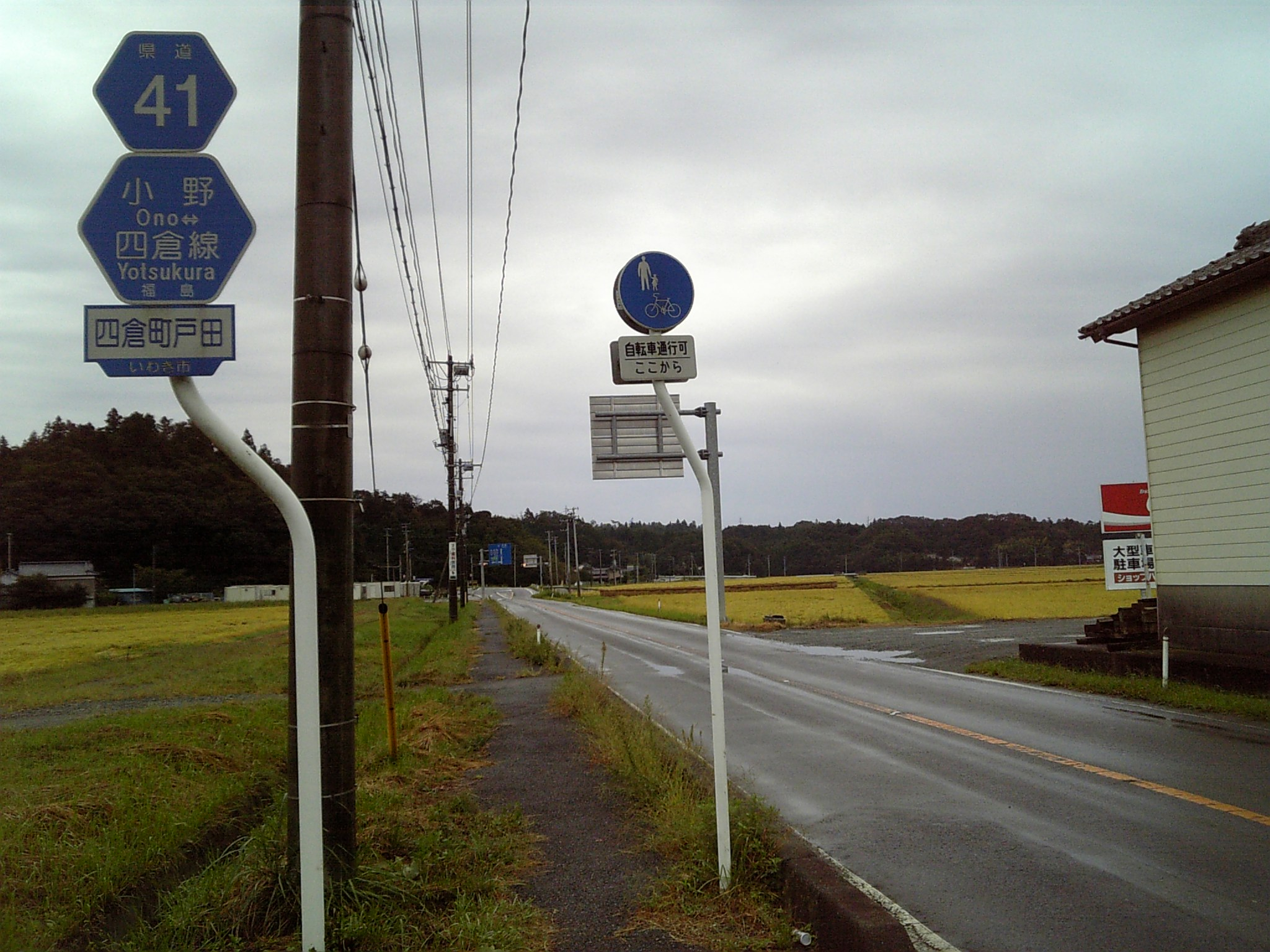
いわき市四倉町戸田付近。奥に県道35号バイパスとの交差点が見える

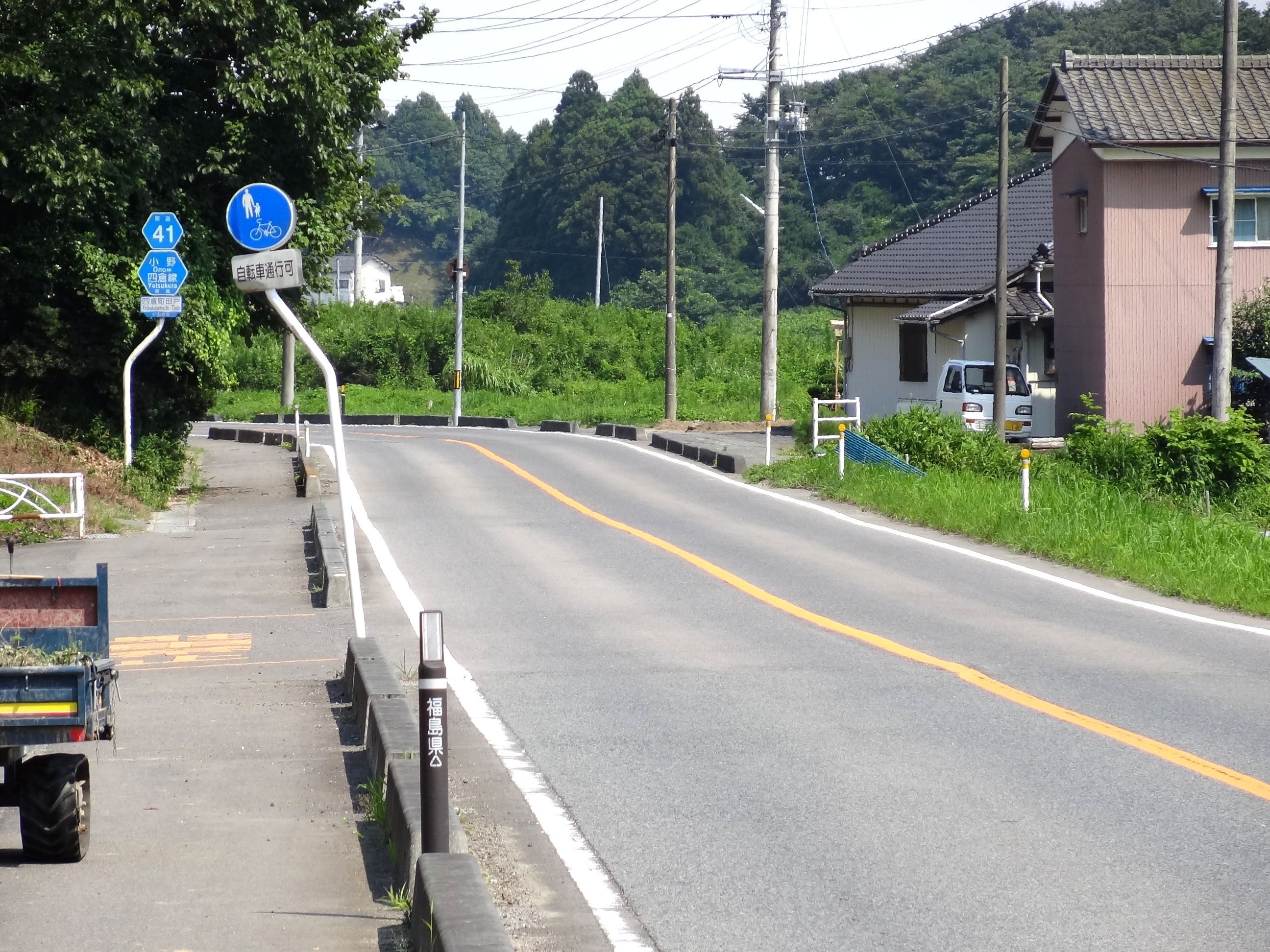
いわき市四倉町田戸付近

  - 福島県道19号船引大越小野線（小野新町字団子田 起点）
  - 福島県道66号小名浜小野線 小野町中心部方面（小野新町字中通）
  - 福島県道286号鴇子夏井停車場線（夏井字上樋口）
  - 福島県道66号小名浜小野線 小名浜方面（夏井字石ノ平）
- いわき市
  - 福島県道358号川前停車場上三坂線 市内三和町方面（川前町川前字宇根尻）
  - 福島県道359号神俣停車場川前線（川前町川前字五林）
  - 福島県道358号川前停車場上三坂線 JR川前駅方面（川前町川前字宇五林）
  - 福島県道287号上川内川前線（川前町川前字竹島）
  - 国道399号浪江方面（小川町上小川字田中前）
  - 福島県道248号小川赤井平線（小川町上平字清水）
  - 福島県道135号三株下市萱小川線（小川町上平字光平）
  - 国道399号 平市街地方面（小川町下小川字前原）
  - 福島県道363号八茎四倉線 八茎鉱山方面（四倉町玉山字砂子田）
  - 福島県道35号いわき浪江線（四倉町戸田字水押）
  - 国道6号（四倉町五丁目（四倉町五丁目交差点） 終点）

### 沿線
- JR磐越東線
  - 小野新町駅
  - 夏井駅
  - 江田駅
- 夏井川
  - 背戸峨廊
  - 東北電力夏井川第一水力発電所
- 福島県立四倉高等学校
- 道の駅よつくら港（終点付近）

福島県道41号小野四倉線沿いに位置するいわき市役所川前支所（いわき市川前町川前字五林6）については、2025年（令和7年）3月10日に旧桶売中学校校舎（いわき市川前町下桶売字久保田96-2）に移転することとなった。